# Elton John (음반)
| 평가 점수                       | 평가 점수   |
| 출처                            | 점수        |
| ------------------------------- | ----------- |
| AllMusic                        | [ 1 ]       |
| Christgau's Record Guide        | B           |
| Rolling Stone                   | (not rated) |
| ‘’Encyclopedia of Popular Music | [ 4 ]       |
| Tom Hull – on the Web           | B–          |

《Elton John》은 1970년 4월 10일, DJM 레코드에 의해 발매된 영국의 싱어송라이터 엘튼 존의 두 번째 스튜디오 음반이다. 이 음반은 미국에서 존의 데뷔 정규 음반으로 유니 레코드에 의해 발매되었는데, 많은 사람들은 1975년까지 미국에서 《Empty Sky》가 발매되지 않았기 때문에 이 음반이 그의 첫 번째 정규 음반이라고 추측했다.
이 음반에는 존의 획기적인 싱글 〈Your Song〉이 수록되어 있으며, 대중음악의 "싱어송라이터" 시대로 여겨졌던 시기에 그의 경력을 확립하는데 도움을 주었다. 미국에서는 1971년 2월 미국 음반 산업 협회에 의해 골드로 인증되었다. 같은 해, 이 음반은 그래미 어워드 올해의 앨범상 후보에 올랐다.
2003년, 이 음반은 《롤링 스톤》의 역사상 가장 위대한 음반 500장 목록에서 468위에 올랐다. 2012년 11월 27일, 이 음반은 "질적 또는 역사적 의미"를 보여주는 음반으로 그래미 명예의 전당에 헌액되었다.

## 배경
이것은 거스 더전이 프로듀싱한 일련의 존 음반 중 첫 번째 음반이었다. 더전이 믹스 매거진 인터뷰에서 회상했듯이, 이 음반은 사실 존을 아티스트로 데뷔시키기 위한 것이 아니라, 그와 공동 작사가인 버니 토핀의 노래를 녹음하기 위한 다른 아티스트들을 위한 세련된 데모 모음집이었다.
〈No Shoe Strings on Louise〉라는 노래는 롤링 스톤스의 노래처럼 들리도록 (오마주나 패러디로) 의도되었다.

## 곡 목록
모든 곡들은 엘튼 존과 버니 토핀에 의해 작사/작곡하였다.
| #  | 제목                         | 재생 시간 |
| -- | ---------------------------- | --------- |
| 1. | 〈Your Song〉                | 4:04      |
| 2. | 〈I Need You to Turn To〉    | 2:32      |
| 3. | 〈Take Me to the Pilot〉     | 3:46      |
| 4. | 〈No Shoestrings on Louise〉 | 3:31      |
| 5. | 〈First Episode at Hienton〉 | 4:48      |

| #  | 제목                       | 재생 시간 |
| -- | -------------------------- | --------- |
| 1. | 〈Sixty Years On〉         | 4:35      |
| 2. | 〈Border Song〉            | 3:22      |
| 3. | 〈The Greatest Discovery〉 | 4:12      |
| 4. | 〈The Cage〉               | 3:28      |
| 5. | 〈The King Must Die〉      | 5:21      |

| #   | 제목                      | 재생 시간 |
| --- | ------------------------- | --------- |
| 11. | 〈Bad Side of the Moon〉  | 3:15      |
| 12. | 〈Grey Seal〉             | 3:35      |
| 13. | 〈Rock and Roll Madonna〉 | 4:18      |

## 인증
| 국가                       | 인증     | 판매량/출하량 |
| -------------------------- | -------- | ------------- |
| 오스트레일리아 (ARIA)      | 골드     | 20,000^       |
| 캐나다 (뮤직 캐나다)       | 플래티넘 | 100,000^      |
| 영국 (BPI)                 | 골드     | 100,000^      |
| 미국 (RIAA)                | 골드     | 500,000^      |
| ^출하량을 기반으로 한 인증 |          |               |